# Stereo ljubav
Stereo ljubav treći je studijski album srbijanske pjevačice Nataše Bekvalac. Izdala ga je izdavačka kuća City Records 7. svibnja 2004. godine. Na albumu se nalazi devet pjesama. Posebno su se istakle pjesme „Nikotin” i „Ponovo”.

## Popis pjesama
| Br. | Skladba                     | Trajanje |
| --- | --------------------------- | -------- |
| 1.  | »Nikotin«                   | 3:43     |
| 2.  | »Neću da se zaljubim«       | 3:19     |
| 3.  | »Poludim li u dvadeset pet« | 4:07     |
| 4.  | »Poker u dvoje«             | 3:05     |
| 5.  | »Sve je to ljubav«          | 3:34     |
| 6.  | »Ponovo«                    | 3:49     |
| 7.  | »Nije za mene«              | 3:53     |
| 8.  | »Hajde«                     | 3:24     |
| 9.  | »Navika«                    | 3:37     |

## Izdanja
| Regija             | Datum           | Format(i)  | Izdavač      |
| ------------------ | --------------- | ---------- | ------------ |
| Srbija i Crna Gora | 7. svibnja 2004 | CD, kaseta | City Records |

1. ↑  Discogs - Nikotin